# Lisle (Illinois)
Lisle és una vila dels Estats Units a l'estat d'Illinois. Segons el cens del 2008 tenia 23.135 habitants.

## Demografia
Segons el cens del 2000, Lisle tenia 21.182 habitants, 8.663 habitatges, i 5.241 famílies. La densitat de població era de 1.283,9 habitants/km².
Dels 8.663 habitatges en un 31,3% hi vivien nens de menys de 18 anys, en un 50,8% hi vivien parelles casades, en un 6,9% dones solteres, i en un 39,5% no eren unitats familiars. En el 31,7% dels habitatges hi vivien persones soles el 6,1% de les quals corresponia a persones de 65 anys o més que vivien soles. El nombre mitjà de persones vivint en cada habitatge era de 2,42 i el nombre mitjà de persones que vivien en cada família era de 3,15.
Per edats la població es repartia de la següent manera: un 24,4% tenia menys de 18 anys, un 8,9% entre 18 i 24, un 35,5% entre 25 i 44, un 23,4% de 45 a 60 i un 7,9% 65 anys o més.
L'edat mediana era de 35 anys. Per cada 100 dones de 18 o més anys hi havia 98,7 homes.
La renda mediana per habitatge era de 65.821 $ i la renda mediana per família de 86.917 $. Els homes tenien una renda mediana de 56.151 $ mentre que les dones 37.104 $. La renda per capita de la població era de 35.693 $. Aproximadament l'1,7% de les famílies i el 3,6% de la població estaven per davall del llindar de pobresa.

## Poblacions properes
El següent diagrama mostra les poblacions més properes.